# Псунь
Псунь (хорв. Psunj) — гора в юго-западной Славонии на востоке Хорватии. Возвышаясь на 984 метров над уровнем моря (999 по другим данным), является самой высшей точкой Славонии. На севере переходит в горы Равна и Папук, а с других сторон окружён равниной. Псунь расположен к северу от Нова-Градишки и к юго-востоку от Пакраца.
У подножия западного склона горы находится город Липик, знаменитый своими термальными источниками.